# Causa y efecto
Causa y efecto è il primo singolo estratto da Gran City Pop, nono album in studio dell'artista messicana Paulina Rubio. La canzone è stata composta da Mario Domm, cantante messicano del gruppo pop Camila, e Monica Velez, ed è stato prodotto da Cachorro Lopez, vincitore del Grammy Latino nel 2007 per la produzione del precedente album della Rubio Ananda.
La canzone è stata diffusa dalle emittenti radiofoniche a partire dal 30 marzo 2009 ed è stata cantata per la prima volta il 23 aprile 2009 al Billboard Latin Music Awards 2009.

## Tracce
CD single
1. Causa y efecto [versione CD] - 3:23

## Classifiche
| Classifica (2009)                             | Posizione raggiunta |
| --------------------------------------------- | ------------------- |
| U.S. Billboard Bubbling Under Hot 100 Singles | 4                   |
| U.S. Billboard Heatseekers Songs              | 23                  |
| U.S. Billboard Latin Pop Songs                | 1                   |
| U.S. Billboard Hot Latin Songs                | 1                   |
| U.S. Billboard Hot 100 Airplay                | 73                  |
| U.S. Billboard Latin Pop Airplay              | 1                   |
| U.S. Billboard Pop 100                        | 48                  |